# Pelecanus thagus
Il pellicano del Perù (Pelecanus thagus Molina, 1782) è un membro della famiglia dei pellicani.

## Descrizione
Questi uccelli sono di colore scuro e presentano una striscia bianca che si estende dalla punta del becco fino alla corona e prosegue ai lati del collo. Hanno inoltre un ciuffo di lunghe piume in cima alla testa. Per via di alcune somiglianze, sono spesso considerati come una sottospecie del pelecanus occidentalis. Tuttavia sono più pesanti di questi ultimi, arrivando a raggiungere i 7 kg di peso, e pure più lunghi (al massimo 1,5 metri).

## Biologia
La stagione degli amori si estende da settembre a marzo. La nidiata è generalmente composta da due o tre uova. La covatura dura 4 o 5 settimane, mentre la crescita dei pulcini dura circa 3 mesi.
Si nutrono principalmente di pesci, e la loro strategia di caccia è quella tipica della loro famiglia, cioè planano a pelo d'acqua e catturano la preda con il becco.

## Distribuzione e habitat
Abita le coste occidentali del Sudamerica, dall'isola Lobos de Tierra in Cile sino a Pupuya in Perù.